# 登別閻魔やきそば

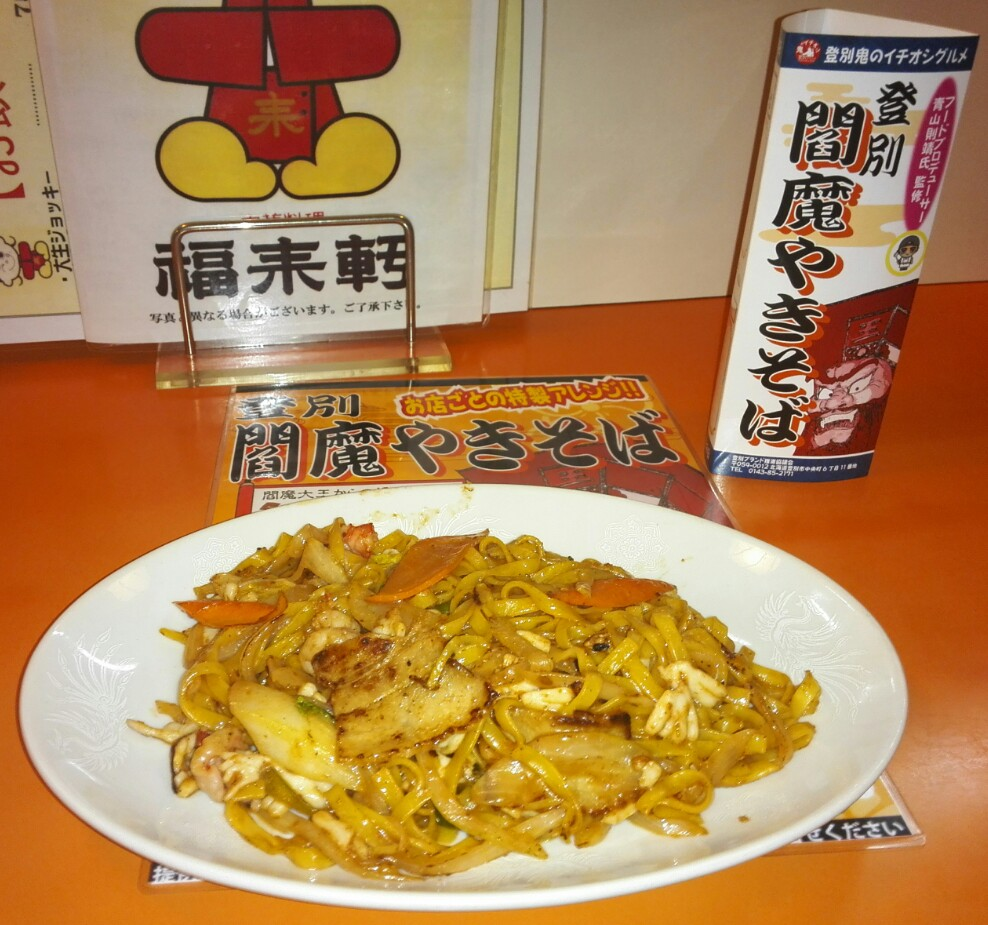
北海道登別市の中華料理店「福来軒」の「登別閻魔やきそば」

登別閻魔やきそば（のぼりべつえんまやきそば）とは、北海道登別市で提供されるご当地焼きそばである。

## 概要
名前の由来は登別の観光名所である地獄谷から「閻魔」を用い、B級グルメとして人気が高い「焼きそば」を組み合わせたものとされる。また「地獄谷」の名前からイメージされる味としてピリ辛が選ばれた。 
提供飲食店が「登別閻魔やきそば」を名乗るには、麺は北海道産小麦を使用する、具材に登別または登別近郊の食材を1品以上、使用する、ソースは指定のゴマ風味のピリ辛タレを使用する、と言った三つの基準を満たす必要がある。ただしそれ以外のアレンジは自由となっている。
この焼きそばは2016年5月末現在、33店舗で提供されている。

## 沿革
2011年より、地域活性化のため、ご当地グルメ創出事業として年間300万人以上が訪れる登別温泉への観光客を市街地に呼び込もうと、登別商工会議所や登別市などで組織する登別ブランド推進協議会が飲食店とメニュー開発に取り組んできた。
- 2015年4月16日、登別市の飲食店22の提供店が決定し提供を開始した[6][7]。
- 2015年6月、提供数が5000食を突破した[8]。
- 2015年7月3日、「登別閻魔やきそばの会」発足、会長には発起人の1人、名畑泰昌（箸遊佳乃店主）が就任[5]。
- 2015年8月8日、登別市で開催された「第3回のぼりべつ夏祭り、いぶり食と文化の祭典」では、大食い選手権において登別閻魔やきそばが提供された[9]。
- 2015年10月8日、登別市内13の小・中学校の学校給食で提供された[10]。
- 2016年4月末現在、提供食数が5万食を突破。経済効果は推計で1億1500万円に上った[4]。
- 2016年7月20日、登別市共同募金委員会（横尾逸郎会長）は「赤い羽根共同募金」と「登別閻魔やきそば」の宣伝のため登別限定のピンバッジを制作した。市の公式キャラクター「登夢（とむ）くん」と「登別閻魔やきそば」をデザインしたものである[11]。
- 2016年8月7日、登別市で開催された「第4回のぼりべつ夏祭り〜いぶり食と文化の祭典」では、大食い選手権において登別閻魔やきそばが提供された[12]。
- 2017年7月23日、登別市で開催された「第５回のぼりべつ夏祭り～いぶり食と文化の祭典」では「閻魔やきそば地獄の早食い自慢」において登別閻魔やきそばが提供された[13]。
- 2018年7月1日、登別市で開催された「第6回のぼりべつ夏祭り～いぶり食と文化の祭典」では「閻魔やきそば〜地獄の早食い自慢」において登別閻魔やきそばが提供された[14]。
- 2023年8月6日、登別市で開催された「のぼりべつ夏祭り×登別ブランドまるしぇ2023」では「登別閻魔やきそば大食い大会」においてアンジェラ佐藤が登別閻魔やきそば3kg完食に挑戦した[15]。